# Държавно земеделско стопанство
Държавното земеделско стопанство (съкратено – ДЗС) е земеделско стопанство в България, на което земята, средствата за производство (сградите и другите постройки, добитъкът, транспортните средства, машините и съоръженията, посевният материал и други) и продукцията са собственост на държавата.
Първите държавни стопанства са организирани след Освобождението през 1878 г. върху земи, изкупени от турски чифликчии. 
До 9 септември 1944 г. има 50 държавни земеделски стопанства с около 156 хиляди декара земя. От тях 36 са разсадници за производство на овощен и лозов материал върху площ от 60 до 150 декара. Създадени са и са финансирани от държавата с цел да обслужват преди всичко едрите стопанства.
На основата на съществуващите държавни стопанства и иззети със Закона за трудовата поземлена собственост от дотогавашните им собственици при аграрната реформа от 1946 г. земи през 1947 г. се създават нови ДЗС. На някои места, особено в планински райони, ДЗС се създават чрез официалната национализация на иначе квазидържавните Трудови кооперативни земеделски стопанства в опит да се предотврати обезлюдяването на селата, тъй като работниците в ДЗС се ползват с по-добри условия на труд от тези в ТКЗС.
От 1971 г. ДЗС са включени в АПК.